# Haustür Mittlere Dorfstraße 8 (Eresing)

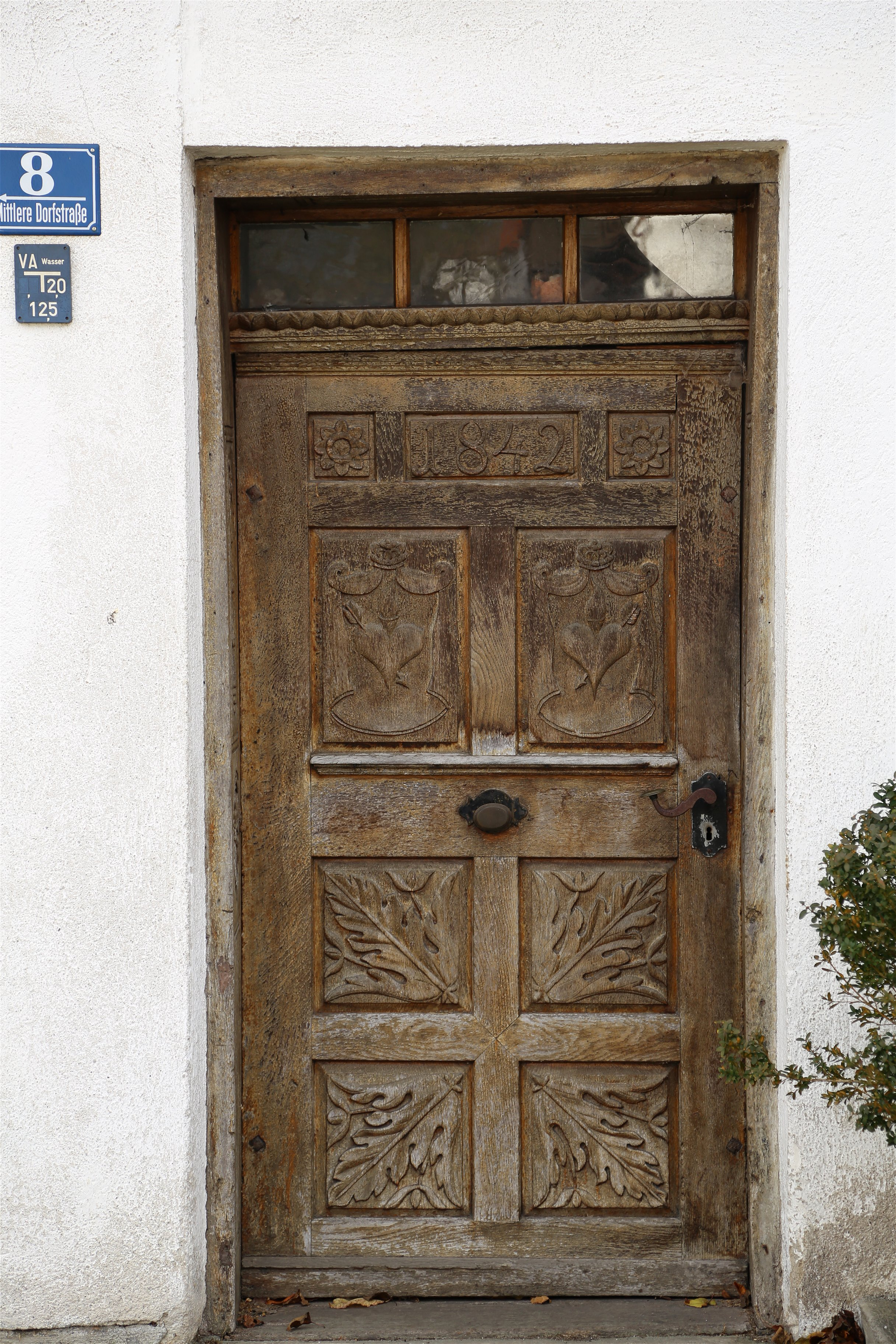
Haustür Mittlere Dorfstraße 8 in Eresing (2013)

Die Haustür Mittlere Dorfstraße 8 in Eresing, einer Gemeinde im oberbayerischen Landkreis Landsberg am Lech, wurde um 1865 geschaffen. Die Haustür an der südlichen Traufseite des ehemaligen Bauernhauses ist ein geschütztes Baudenkmal.
Die hölzerne Tür ist mit „J R“ (Bauherr war ein Joseph Rauschmayr) bezeichnet. Der Schnitzdekor mit pflanzlichen Motiven auf den neun unterschiedlich großen Feldern des Türblatts ist in biedermeierlichen Formen ausgeführt. Das Oberlicht ist dreigeteilt.